# ویلیام اراسموس داروین
ویلیام اراسموس داروین(به انگلیسی: William Erasmus Darwin) (زاده ۲۷ دسامبر ۱۸۳۹ –درگذشته ۸ سپتامبر ۱۹۱۴)، اولین پسر زیست‌شناس انگلیسی چارلز اما داروین، و موضوع پژوهشهای روانشناسی پدرش بود. او در مدرسه راگبی و کالج مسیح دانشگاه کمبریج تحصیل کرده و بعدها بانکدار اتحادیه بانکداری گرنت و مدیسون در ساوت‌همپتون شد. در ۱۸۷۷ با یک آمریکایی به نام سارا پرایس اشبرنر سجویک(۱۹۰۲–۱۸۳۹)ازدواج کرد. ویلیام طرفدار سرسخت در دسترس بودن تحصیلات دانشگاهی برای همهٔ مردم بود، و در ۱۹۰۲ از تأسیس دانشگاه ساوت‌همپتون در شهر ساوت‌همپتون حمایت کرد. ویلیام فرزندی نداشت او پس از مرگ همسرش بیشتر وقت خود را وقف خواهرزاده‌هایش گون راورت، فرانسیس کورنفورد و مارگارت کینس کرد. ویلیام در ۸ سپتامبر ۱۹۱۴ در سدبر، کامبریا درگذشت.